# 勝田清孝事件
勝田清孝事件（かつたきよたかじけん）は、1972年（昭和47年）から1983年（昭和58年）の約10年間に勝田 清孝（かつた きよたか、1948年〈昭和23年〉8月29日 - 2000年〈平成12年〉11月30日）が東海地方・近畿地方で8人を相次いで殺害した連続殺人事件である。
勝田は1994年に死刑判決が確定し、2000年に執行された。10年間で約300件に及ぶ窃盗・強盗殺人を起こしたが、勝田の犯行とされている事件の多くが、発生当初は別件であると目されていた。

## 概要
加害者・勝田清孝は1972年から1983年まで約10年間にわたり凶悪犯罪を繰り返し、犯行方法も次第にエスカレートしていった。警察官を違法駐車で呼び出し、駆けつけた警察官を車で轢き、銃を盗むという過激な犯行にもおよび、1982年10月31日から翌日にかけてその拳銃で、高速道路のサービスエリアから強引にヒッチハイクして乗り込んだ車の運転手を射殺、この一連の犯行で警察庁は「警察庁広域重要指定113号事件」に指定した。この取り調べの過程で、これ以外の7件の殺人事件を自供した。
殺人については22件について疑われ、勝田本人も22人を殺害したと自供したものの、14件は確証がなかったため立件されず、勝田による殺人と断定された被害者は計8人（広域重要指定113号事件の1人＋それ以前の事件による7人）のみである。また、勝田による犯行の多くは当初同一犯人による事件ではないと思われていた。
1994年に7件の強盗殺人事件と1件の強盗殺傷事件により最高裁で死刑が確定、2000年に20世紀最後の死刑として執行された。

## 「113号事件」以前の連続殺人事件

### 女性を狙った連続殺人
一連の連続殺人事件を起こす直前の1972年（昭和47年）7月、勝田は傷害事件を起こして京都府警察に逮捕された前科があった。
1972年9月13日午前5時過ぎ、勝田は京都府京都市東山区山科（現・京都市山科区）のアパートに侵入し住人のクラブホステス女性（事件当時24歳）を強姦した上で絞殺・現金1000円を奪った（強盗殺人1件目・強盗強姦）。空き巣に入ったところ寝ていた被害者女性に気付かれ「泥棒！警察に通報する」と騒がれたことに逆上したことが殺害のきっかけだった。同居していた内縁の夫（当時25歳）が帰宅したところベッド上で被害者女性がストッキングで首を絞められ、下半身裸の状態で死亡しているのを発見して110番通報、京都府警察捜査第一課・山科警察署は殺人事件と断定して捜査した。
1975年（昭和50年）7月6日午前1時過ぎ、大阪府吹田市原町のマンション通路でクラブママ女性（事件当時33歳）を絞殺して現金約10万円などを奪った（強盗殺人2件目）。被害者女性に対するひったくりを行おうとしたところ抵抗されたことが殺人にエスカレートした。
1976年（昭和51年）3月5日午前2時35分過ぎ、愛知県名古屋市中区千代田の路上でシボレー・カマロから降車したクラブホステス女性（事件当時32歳）を襲撃して絞殺・現金約12万円などを奪った（強盗殺人3件目）。騒がれたことに逆上した犯行だった。
1977年（昭和52年）6月30日午前2時ごろ、名古屋市南区笠寺町西ノ門で麻雀荘アルバイト店員女性（事件当時28歳）宅に侵入、現金約4万円を持ち去ろうとしたところに帰宅した女性と鉢合わせしたために絞殺した（強盗殺人4件目）。この事件から6日後の1977年7月6日、勝田は朝日放送（ABCテレビ）で放送されていたクイズ番組『夫婦でドンピシャ!』（司会者：月亭可朝・出演：海原小浜）の収録に妻とともに参加して優勝を勝ち取り賞金8万円・商品券10万円分を獲得した。出演条件は「夫婦で楽しい人生を送っている」というもので、勝田はこの番組に1977年2月に応募して同年6月15日に局内で行われた予選（面接）に合格した。番組内で勝田は司会者からの「もし奥さんが美人コンテストに出たら100人中10人の合格者に入るでしょうか？」という質問に「自分はやせ型が好みだ。妻はすらっとした体格だからスタイルの面でみれば合格だろう」と回答していた。
1977年8月12日午後11時過ぎ、名古屋市昭和区小桜町のマンションで美容師指導員の女性（事件当時33歳）宅に侵入、女性を絞殺して約45万円相当のダイヤモンド指輪を奪った（強盗殺人5件目）。その8日後となる1977年8月20日に勝田が出演した『夫婦でドンピシャ!』が放送され、視聴率20パーセント前後を記録した。

### 銃による連続強盗殺人
1977年12月13日午後5時過ぎ、兵庫県神戸市葺合区脇浜町（現・神戸市中央区脇浜町）のビル通路で猟銃を用い、現金輸送中だった兵庫労働金庫（現：近畿労働金庫）神戸東支店店員の男性（事件当時25歳）を射殺して現金410万円を奪った（強盗殺人6件目・初めて銃を使用した殺人）。
1979年（昭和54年）12月、勝田は名古屋市内で猟銃を盗んだほか、後述の瀬戸信金事件以前には同犯行に使用された車を盗んだ。
1980年（昭和55年）2月15日午後3時50分ごろ、勝田は名古屋市瑞穂区甲山町1丁目1の市道で瀬戸信用金庫瑞穂通支店（名古屋市瑞穂区瑞穂通6丁目33）に勤務していた外交員男性（事件当時44歳・名古屋市中村区城屋敷在住）が集金を終えてバイクで支店に戻ろうとしていたところを狙い、近くの駐車場に駐車していた乗用車の助手席から猟銃を突き付けて集金カバン（黒色ビニールレザー、縦30cm×横50cm）およびその中身の小切手2枚（額面合計24万6660円）を奪って逃走した（強盗罪）。当時犯行に使用された車は茶色のマツダ・カペラで、署内に捜査本部を設置してこの強盗事件を捜査した瑞穂警察署によれば犯人の男（＝勝田）の特徴は「年齢30歳程度・短髪で面長。青いサングラス・白っぽいジャンパーを着用した暴力団組員風の男」だった。
1980年7月30日午後11時過ぎ、名古屋市名東区高社のスーパーマーケット「中部松坂屋ストア一社店」から現金・商品券（計576万円余り）を奪い、夜間店長男性（事件当時35歳）に乗用車を運転させて同市中区栄まで向かい、そこで抵抗した男性を射殺した（強盗殺人7件目）。

### 車上荒らしで執行猶予判決
一連の事件を起こしていた1972年から1980年にかけて勝田は消防職員として相楽中部消防組合本部に勤務していたが、1980年11月8日未明に大阪府大阪市北区曽根崎新地の繁華街でクラブホステスの乗用車と車内にあったハンドバッグ（現金78,000円入り財布入り）・化粧品バッグを盗む窃盗（車上狙い）事件を起こし、大阪府天満警察署に緊急逮捕された。勝田の逮捕は翌日（1980年11月9日）の地元紙朝刊にて「消防署員が盗み」の顔写真付き三段見出し記事で報道され、勝田は逮捕3日後の1980年11月11日付で相楽中部消防署により懲戒免職となって以降は一度も消防本部に姿を見せず、勝田の持ち物は謝罪に訪れた両親が持ち帰った。
1981年（昭和56年）1月29日、大阪区検察庁により起訴された勝田は前述の窃盗事件で大阪簡易裁判所より懲役10月・執行猶予3年（求刑・懲役1年）の有罪判決を受けた。後の公判では併合罪（刑法第45条）の規定により、この窃盗事件による確定判決より前に起こした強盗殺人7件などの事件は判決後の「113号事件」とは分離され、主文が2つに分けて言い渡された。また、この時にそれまでの強盗殺人7件が判明しなかったため、警察はさらなる凶悪事件の発生阻止の機会を逸することとなった。
勝田は上記判決から約1年半後の1982年（昭和57年）8月18日午後1時ごろ、滋賀県大津市島の関の駐車場で乗用車を盗んだ（窃盗罪）。さらに同日午後10時30分ごろには前述の乗用車を使用し、京都市山科区竹鼻堂ノ前町のスーパーマーケット「エポック山科北店」付近の路上で同店男性店員（当時45歳）を車で轢いて肋骨骨折など全治40日間の怪我を負わせ、店の売上金を奪おうとしたが近隣住民が駆け付けたために断念して逃走した（強盗致傷罪）。

## 警察庁広域重要指定113号事件

### 警察官襲撃・拳銃強奪
1982年10月25日ごろ、勝田は名古屋市中区新栄の駐車場に駐車されていた大学生（当時21歳・名古屋大学3年生）のトヨタ・セリカ（時価総額70万円相当）を盗み出した（窃盗罪）。
勝田は1982年10月27日午後9時30分ごろ、愛知県千種警察署へ「木下」と偽名を名乗って「田代北派出所をお願いします」と電話し、同署経由で派出所につながれたところでパトロールを終えて派出所に戻った直後の後述被害者巡査が応対すると「派出所前を東に突き当たったところに青いクラウンが停車してあるので来てほしい」と話した。
勝田は上記のセリカを用いて愛知県名古屋市千種区法王町1丁目1の「覚王山日泰寺東側第六番札所前」路上で愛知県警察の警察官男性（事件当時38歳巡査・千種警察署田代北派出所配属）を車で跳ね飛ばし、さらに所持していた鉄棒で頭部を殴るなど暴行を加えて「左顔面陥没、左前額部・右後頭部割創のほか両膝前部の挫創などの重傷」を負わせた。その上で巡査から実弾5発入りの回転式拳銃「ニューナンブ.38口径」を奪って逃走した（強盗致傷事件）。被害者巡査の証言・当時の『中日新聞』報道によれば事件当時の様子は「巡査が車を確認するために電話で言われた場所に徒歩で向かったところ、確かに青いクラウンが駐車してあったが誰もいなかったために派出所へ戻ろうとした。その時突然頭に『車に撥ねられたような衝撃』を受けて意識を失い、同9時35分ごろに通行人により『頭を血塗れにして電柱に寄りかかっていた』状態で発見されるまでの間は意識がなかった」状態で、巡査はその通行人に「目が見えないので交番まで連れて行ってほしい」と頼み込んで救急車で「加藤外科」（千種区末盛通）に搬送された。被害者巡査は両眼を負傷し失明寸前まで陥ったが、その後完治し第一審判決（1986年3月）までには勤務に復帰した。
本事件を受けて愛知県警捜査一課・千種署は「拳銃強奪を目的として強盗致傷事件」と断定して千種署に特別捜査本部を設置し捜査を開始した上で、県警本部内に対策本部（対策本部長：四方修・県警本部長）を設置した。この時点で愛知県警は「奪われた拳銃を使用した第二の凶悪犯罪発生」を懸念して県下全域に緊急配備態勢を敷き、警戒態勢に全力を挙げつつ犯人割り出しを進めたが、後の事件を阻止することはできなかった。
また勝田はこの犯行から逮捕されるまでの間、愛知・静岡・滋賀・岐阜・京都の各府県内で署員から奪った拳銃を所持した（銃砲刀剣類所持等取締法違反・火薬類取締法違反）。

### 拳銃で連続強盗殺傷
1982年10月31日深夜、静岡県浜松市内でスーパーマーケットに拳銃を持って強盗に押し入るも失敗・逃走した。
1982年10月31日、滋賀県大津市の名神高速道路・大津サービスエリアに駐車中のワゴン車にヒッチハイクした。勝田は運転手だった溶接工男性（事件当時27歳・千葉県市原市今津朝山在住）を拳銃で脅して名古屋方面に向かわせるも、午後9時30分ごろに同県草津市大路の国道1号路上に駐車した車内で前述の拳銃を用いて運転手を射殺した（強盗殺人8件目、運転手は翌11月1日に死亡）。
1982年11月1日午前2時35分ごろ、岐阜県養老郡養老町の名神高速道路・養老サービスエリア内のガソリンスタンド店員男性（事件当時46歳）に前述の拳銃で発砲し重傷を負わせた。この時、男性が胸ポケットに入れていた100円ライターが銃弾を弾いたために男性の命を守った。男性は事件後、夜勤の際などに自然と周囲を確認するなど「人間不信」状態に陥った。
1982年11月28日、京都府京都市山科区内のスーパーに拳銃強盗に入り、売上金を奪って逃走した。
1983年（昭和58年）1月30日午後8時ごろ、勝田は自分の乗用車で京都市内のマンションを出発し、31日午前8時30分過ぎに名古屋市西区内の路上に駐車してあったトヨタ・カローラを盗んで乗り換えた。その後、後述の逮捕現場付近で犯行場所を物色してから銀行裏の駐車場に入った。

## 逮捕・起訴
1983年1月31日、当時34歳の勝田は名古屋市昭和区阿由知通4丁目6の第一勧業銀行御器所支店（同支店は2018年時点で他支店へ統合・廃店となり現存しない。第一勧業銀行は現：みずほ銀行）西側駐車場で預金102万3000円を下ろして帰宅しようとした客の男性（事件当時31歳・名古屋市熱田区内在住の運送会社社長）を襲撃し、男性に実弾3発入りの拳銃を突きつけて「これは警察官の持っている本物の拳銃だぞ。あの事件（113号事件）を知っているだろう。喋ると撃つぞ。後ろの座席に金を置いて車を出せ」などと脅して金品を奪おうとしたが、隙を突かれて手を押さえつけられて取っ組み合いになった。その直後、騒ぎを聞いて駆け付けた銀行員らと格闘になった勝田は被害者男性・銀行員ら3人を殴るなどして打撲傷を負わせ、拳銃2発を発砲するなどして抵抗したが弾は命中せず、銀行員らに押さえつけられて取り押さえられた。騒ぎを知った支店員が非常ボタンを押して愛知県警察に110番通報したため、勝田は駆け付けた昭和警察署員に身柄を引き渡され強盗致傷の現行犯で逮捕された。
- 勝田が持っていた拳銃（ニューナンブ.38口径[1] / 実弾1発入り）は前述の警察官襲撃・養老SA殺傷事件で使われたものと登録番号が一致したほか、勝田の人相・体格も養老事件の犯人と一致した[22]。そのため愛知・岐阜両県警の「113号事件」共同捜査本部は「勝田が113号事件の犯人」と断定した[1]。
- 勝田の逮捕に貢献したこの男性は事件直後、当時の警察庁長官・三井脩から「警察協力賞」を受賞するなど「時の人」となった[15]。

名古屋地方検察庁は第一勧銀事件で逮捕された被疑者・勝田の第1回拘置期限（1983年2月11日）を控えて「事件の重大性からさらに10日間の拘置延長を検討」していたが、第一勧銀事件は現行犯逮捕であるが故立件が容易だった上、勝田による「松坂屋ストア事件」「兵庫労金事件」など重大事件の自供を受けて「捜査の迅速化」が必要と判断した。そのため拘置期限前日となる1983年2月10日、名古屋地検は広域113号事件の被疑者として逮捕された勝田をまず第一勧銀事件における強盗致傷・窃盗の各罪状で名古屋地方裁判所に起訴した。愛知県警特捜本部はこの最初の起訴を受けて同日中に勝田を警官襲撃・拳銃強奪事件の強盗致傷・窃盗容疑で再逮捕した上で「瀬戸信金事件などほか数件の強盗事件も勝田の犯行」と推測してさらに取り調べた。残る罪状もその後次々と起訴された。
1984年4月26日にすべての捜査が終結し、逮捕から同日まで452日間の留置期間は愛知県警本部において史上最長記録となった。同日付で勝田は愛知県警本部から名古屋拘置所（名古屋市東区白壁）に身柄を移送され、死刑執行まで余生を同拘置所で過ごした。

## 生い立ち
勝田は1948年（昭和23年）8月29日に京都府相楽郡木津町鹿背山（現・木津川市鹿背山）の集落にて農家の長男（1歳年上の姉に次ぐ第2子）として生まれた。
家は比較的裕福だった。高校時代は吹奏楽部に所属し、小遣いの多い部員と張り合うために校内食堂で食券を盗んで友人らにおごったり、車両の窃盗、盗品の販売、バイク走行中に女性の頭を竹の棒で殴打して金品を奪うひったくり、車上荒らし、売店荒らしなどの犯罪を働いたりしていた。高校在学中にひったくりで逮捕、大阪府の和泉少年院に送致された。退院後、職を転々とした隣町の1歳下の女性と付き合い結婚を考えるが「少年院帰りとは一緒にはできない」と女性の両親に断られ、勝田の両親も「家の格が違う」と反対する。その後2人は大阪府へ駆け落ちした。
奈良県の運送会社で働き始めた後に、両家の承諾を得て結婚し、男の子が二人生まれた。
前歴を隠して23歳で消防職員採用試験に合格する（前歴については直後に職場からも把握されるが、それにより懲戒免職となることはなかった）。真面目な仕事ぶりで評価が高かったが、愛人や車などで金遣いが荒く借金の穴埋めのために長距離輸送のアルバイトを始め、それと同時期に空き巣を始める。また、この時期に近隣の銀行で女子行員暴行殺害事件が起こるが、警察が勝田に疑惑の目を向け、その度に勝田は警察への不信と、うまくいかない人生への不満を募らせていた。
水商売の女性のバッグには大金が入っていることが多いのに気付いた勝田は、クラブのホステスを狙いひったくりを繰り返すようになる。狙った女性から騒がれると容赦なく殺害した。勝田が殺害した5人の女性には、いずれも複雑な人間関係があり、事件によりそれが発覚したために離婚や失職した者もいる。大金を盗まれた形跡がないことから警察は被害者の顔見知りによる怨恨や痴情のもつれを動機とする犯行との判断から捜査を進めていたことから被害は拡大した。その裏で、勝田の借金はさらに膨らんでいった。
1974年、勝田は消防副士長となり、これを機に父親に「賭博で負けた」と嘘をつき200万円の借金を肩代わりしてもらって借金清算するも車・酒・愛人の誘惑に勝てず、再び借金が増えていった。表彰20回、全国競技大会に2年連続入賞という実力で消防士長に昇格した頃には、昼間は真面目な消防隊員、夜は強盗殺人犯に変貌していた。虚飾な性格は変わらず、1980年7月にはスーパーの強盗殺人で得た金で280万円のトランザムと50万円のゴルフ会員権を購入し、同年11月に車上荒らしで逮捕されて消防士を免職となる。収入がないにもかかわらず、1982年には愛人と同棲を始め、日産ガゼールとトヨタ・クラウンスーパーサルーンを購入するなど羽振りのよさを装い、両親や盗みによる金で借金を清算してはまた借金するという生活を送る。
全国競技大会出場の頃など、殺人も空き巣も行っていなかった時期があるのは、本職の消防士として責任ある地位についていたこと、また愛人の存在を知った妻が自殺未遂を起こし、愛人や車に費やす金の工面どころではなかったからと、後日に自供している。長距離輸送のアルバイトの間に空き巣や殺人を繰り返し、10年間で約300件に及ぶ窃盗・強盗殺人を起こした後、ようやく勝田は逮捕された。
詳細な自供により、勝田の数々の犯行が明らかになった。

## 刑事裁判
勝田は1972年から1980年までに7人を殺害した件と、1982年に警察官から奪った銃で警察庁広域重要指定113号事件を起こした件で起訴された。獄中で視力障害者のための点字翻訳ボランティアをしていた。

### 第一審・名古屋地裁
勝田は強盗殺人罪など合計33の罪状・計27の犯罪事実で名古屋地方裁判所に起訴されたが、併合罪（刑法第45条）の規定により、一連の犯行途中に受けた有罪判決を境に「強盗殺人7件を含む17罪」（前半事件）＋「執行猶予判決後の殺人1件を含む『113号事件』16罪」（後半事件）と分離され、主文はそれぞれ2つに分けて言い渡された。
1983年5月27日午後1時15分から名古屋地裁刑事第4部（水谷富茂人裁判長）にて被告人・勝田清孝の初公判が開かれた。検察官は宇野博・小久保勝両検事、弁護人は国選の村瀬武司がそれぞれ立ち会い、被告人・勝田は罪状認否にてこの時点で起訴されていた「山科区の事件2件・拳銃強奪事件・浜松市の事件・養老SA殺傷事件・第一勧銀事件」のうち養老SA事件に関してのみ殺意を否認したがその他の事件については大筋で起訴事実を認めた。弁護人・村瀬は「被告人・勝田は現時点で起訴されているいずれの犯行時においても『家庭・愛人の問題、借金の返済などで出費が増大しており、かつ収入が不安定だった』ことから『心神耗弱状態、すなわちノイローゼ状態』にあった」と主張して完全責任能力を否定し、その後検察側が15,000字に上る冒頭陳述で勝田の生い立ち・犯行動機・犯行経緯などを述べた。その後、この時点で捜査中だった「113号事件」以前の数々の強盗殺人事件などに関しても次々と追起訴された。
公判途中の1983年10月23日までに、勝田は男性3人・女性5人の計8人の殺害を自供しており、うち男性3人に関しては既に起訴され公判で審理されていたが、それらとは別に「まだ10人くらい女性を殺している。最初の殺人は16歳か17歳のころ、郷里・京都府相楽郡木津町近辺で犯した」などと供述した。そのため『毎日新聞』1983年10月24日付朝刊では「殺害人数は合計18人か？仮に本当ならば帝銀事件（1948年1月）の12人を超える『戦後日本犯罪史上最悪の大量殺人事件』に発展することになる」と報道されたが、それまでに自供した8件の殺人と比較して時間・場所などの記憶が曖昧な面が見られ、結局は立件されなかった。
1983年10月26日、名古屋地裁刑事第4部（橋本享典裁判長）で開かれた第5回公判で被告人・勝田は「（この時点で認めていた養老SA射殺事件以外に）男女7人を殺害した。申し訳ない気持ちでいっぱいだ」と述べる形で「法廷で初めて殺人の件数を口にした」ほか、初めて涙を流した。なお同日は千種区の警察官襲撃事件から丸1年を控えた日だった。
被告人・勝田清孝は1985年11月26日、名古屋地裁（橋本享典裁判長）で開かれた第22回論告求刑公判において検察側（名古屋地検）から前半・後半両事件ともに死刑を求刑された。論告において検察側は「勝田は天をも恐れず、共同社会の一員に留まることを自ら否定するかのように犯行を重ねた。前半事件において男女7人を無差別に殺害するなど冷酷性を究めたばかりか、後半事件においても有罪判決後にまた1人を殺害するなど更に残忍性を強め、犯行から次の犯行までの再犯速度を著しく速めて法秩序に挑み、社会を完全に敵に回した。高速道路・銃器を用いた『現代的犯行』の手口は模倣性・伝播性が高く、もはや矯正は不可能であり極刑が相当だ」と主張した。
1985年12月16日に開かれた第23回公判で弁護人による最終弁論が開かれ、初公判（1983年5月）から2年7か月ぶりに結審した。弁護人は同日の最終弁論で「各事件の計画性のなさ」「被告人・勝田は犯行当時完全な責任能力を有しない心神耗弱状態だった」「8件中7件の殺人を自供した行為は自首に該当する」などと主張した上で、「被告人・勝田の反省・悔悟の念」「死刑制度の違憲性」などの点から「死刑回避・無期懲役の量刑選択が妥当」を訴えた。被告人・勝田は最終意見陳述で「名古屋拘置所内で綴った手記『贖罪の日々』」を提出した上で、被害者や遺族に対する謝罪の言葉を述べた。
名古屋地裁（橋本享典裁判長）は1986年3月24日、検察側の求刑通り被告人・勝田清孝に対し、前半・後半両事件ともに死刑判決を言い渡した。名古屋地裁は判決理由で一連の事件を「果てしない虚栄心・物欲を満足させるため犯罪の拡大・再生産を行い、大胆で悪質・残虐だ」と非難した上で「逮捕後、反省・悔悟の日々を送っているとはいえ、自らの生命をもって史上まれな凶悪犯罪を償うほかにない」と量刑理由を述べた。
被告人・勝田と弁護人は1986年3月28日午前11時過ぎ、「死刑は重すぎる」などと事実誤認・量刑不当を理由に名古屋高等裁判所に控訴した。勝田は判決後、名古屋拘置所内で2日間にわたり弁護人・村瀬武司弁護士と控訴するかどうかを話し合った。当初は控訴に消極的な態度も見せていた勝田だったが、判決が勝田の主張をほぼ全面的に退けているため、村瀬が「正しい判断を受ける権利がある」と勝田を説得したところ、勝田は「控訴すべきだろう」と感想を話した。そのため、勝田と弁護人・村瀬が別個に同時に控訴状を提出して控訴手続きを行った。弁護人の控訴理由骨子は以下の通り。
- 死刑判決は「勝田の反省・悔悟の情を十分に評価していない」点で量刑不当である上、死刑は日本国憲法第36条で固く禁止された残酷な刑罰だ[35]。
- 一連の連続殺人のうち7件は勝田が捜査中に自供したため、弁護人は「自首が成立するため量刑を軽減する事情となる」と主張したが、判決はうち1人に対してしか自首を認定しなかった[35]。
- 「犯行当時、勝田は心神耗弱（ノイローゼ状態）だった」とする主張が認められず「完全な責任能力を有していた」という事実誤認がなされた[35]。
- 「113号事件における殺意を否認する」主張を否定された[35]。
- 名古屋地裁の判決言い渡しは法令適用・証拠標目などを口頭で明らかにしておらず、刑事訴訟法上の誤り・不完全さがある[35]。

### 控訴審・名古屋高裁
1987年（昭和62年）3月30日午前に名古屋高等裁判所（吉田誠吾裁判長）で控訴審初公判が開かれた。弁護人は控訴趣意書にて以下の情状から「死刑判決は不当であり破棄した上で無期懲役刑に軽減すべきだ」と主張した一方、検察側は「まれにみる連続殺人であり死刑を持って臨むほかない」と主張して死刑判決支持・被告人側の控訴棄却を求めた。
- 死刑違憲論（後述）
- （勝田自身が書いた控訴趣意書より）8人殺害のうち113号事件で殺害した1人を除く死者7人は捜査段階において進んで自供したため自首が成立する上、残る113号事件の1人殺害も「銃の暴発によるもの」であり殺意はなかった[36]。反省の情を酌量してほしい[36]。

控訴審で被告人・勝田の弁護団は以下の3点において死刑違憲論を展開したが、うち前者2つについては既に最高裁判所判例により「合憲」判断が示されていた。
1. 死刑は日本国憲法第36条で禁じられた「残虐な刑罰」である[37]。
2. 刑法では「死刑執行は絞首刑により行う」と規定されているが、その詳細な方法に関する規定はない[36]。絞首刑の具体的な方法を定めた法律がないことから、死刑制度は日本国憲法第31条が定めた「法定手続の保障」に違反する[37]。
  - 検察側は「死刑執行方法は1873年（明治6年）の太政官布告（絞罪器械図式）で規定されており、その布告は日本国憲法下でも有効である」と反論した[36]。
3. かつて死刑執行に携わった刑務官らは過酷な職務に苦痛を受けている[36]。死刑執行に関与する刑務官には苦役となることから、死刑制度は日本国憲法第18条で保障された「苦役からの自由」を侵害する[37]。
  - 検察側は「死刑執行に携わる刑務官に関する弁護人の主張は独自見解に過ぎない」と反論した[36]。

弁護人を務めた伊藤静雄・花井増実両弁護士は1987年6月30日付で「死刑制度の違憲性を立証するために必要な証拠調べの採用を却下されたため、公正な裁判が行われない虞がある」として、名古屋高裁に対し控訴審を担当する吉田誠吾裁判長、鈴木雄八郎・川原誠両裁判官の忌避を申し立てたが、名古屋高裁は1987年7月8日までに「弁護人の証拠申請を却下したからといって不公平な裁判をする虞はない」として申し立てを却下することを決定し、同決定に対する両弁護士からの異議申し立ても退けた。
1987年9月9日午後に開かれた第5回公判で、被告人質問に先立って弁護人が「死刑制度の違憲性」主張を立証するため、以下の5人を証人申請した。この時に弁護人は「死に直面する死刑囚の苦悩や、死刑制度に対する国民感情の変化を立証したい」と述べたが、検察側は「証人尋問は必要ない」として申請却下を求めた。
- 松山事件の冤罪被害者で再審無罪が確定した元死刑囚・斎藤幸夫[40]
- 東京拘置所の勤務医時代に百数十人の死刑囚と交流した作家・加賀乙彦[40]
- 死刑執行を体験した元刑務官、各国の死刑制度に詳しい専門家ら[40]

弁護団は最終弁論までに斎藤ら14人の証人申請を行ったが次々と却下されたため、控訴審でも死刑判決が支持される公算が強まった。その後、主任国選弁護人・伊藤静雄弁護士は「訴訟指揮への不満」を訴えて辞任届を提出したが、名古屋高裁（吉田誠吾裁判長）は1987年12月7日までに「辞任は認めない」という決定を出した。しかし伊藤が今後出廷しない方針だったため、名古屋高裁は残る1人の国選弁護人・花井増実弁護士を副主任弁護人に指定した上で、花井からの要望を受けて同月9日に予定していた第8回公判（最終弁論）を翌1988年1月12日に延期した。
1988年1月12日に開かれた控訴審第8回公判にて最終弁論が行われて結審した。被告人・勝田の弁護人が死刑判決の破棄・無期懲役への減軽を訴えた一方、検察側が死刑判決を支持するよう求めた。
1988年2月19日、名古屋高裁（吉田誠吾裁判長）で控訴審判決公判が開かれた。名古屋高裁は第一審・死刑判決を全面的に支持して被告人・弁護人側の控訴をいずれも棄却する判決を言い渡した。
主任弁護人・伊藤は控訴審判決後、『中日新聞』（中日新聞社）の取材に対し「証拠調べ・事実認定・死刑違憲論議など、あらゆる点で審理が尽くされておらず承服しえない判決だ。「死刑は違憲」と確信しており、上告して争うべきだと考えている」とコメントした。
被告人・勝田は控訴審判決後、収監先・名古屋拘置所で接見した弁護人に対し「死刑違憲論の審理に期待していたが、名古屋高裁は証人申請を認めず踏み込んだ内容にはならなかった」と不満を語った。勝田は控訴審判決を不服として、自ら上告状を作成して1988年3月2日付で最高裁判所に上告した。

### 上告審・最高裁第一小法廷
最高裁判所第一小法廷（小野幹雄裁判長）は1993年5月26日までに被告人・勝田の上告審口頭弁論公判開廷日時を「1993年11月4日午後1時30分」に指定して関係者に通知した。
1993年11月4日、最高裁第一小法廷（小野幹雄裁判長）で上告審口頭弁論公判が開かれた。同日の公判で弁護人は日本国憲法第36条を根拠に死刑違憲論を展開した上で、以下のような情状から死刑判決の破棄を求めた。一方で検察側は「殺人7件の自白・反省悔悟の情を考慮しても死刑に処する以外にない」として被告人・勝田の上告棄却を求めた。
- 一・二審が精神鑑定を実施しないまま被告人・勝田の刑事責任能力を認めたのは日本国憲法第31条（法定手続の保障）に違反する[46]。
- 養老町で発生した事件においては被告人・勝田に殺意はなく、拳銃が暴発して偶然被害者に命中したことが原因であるにも拘わらず、一・二審判決は「確定的殺意」を認定しており、重大な事実誤認である[46]。
- 逮捕後に自白した7件の殺人を「自首」と認定したにもかかわらず、量刑の軽減を認めたのは1件だけだったことは不当である[46]。

最高裁第一小法廷（小野幹雄裁判長）は1993年11月26日までに上告審判決公判開廷日時を「1993年12月16日午後1時30分」に指定して関係者に通知したが、後に弁護人側の都合を受けて1993年12月6日までに日時を「1994年1月17日午後2時30分」に変更した上で改めて関係者に通知した。
1994年1月17日、最高裁第一小法廷（小野幹雄裁判長）で上告審判決公判が開かれた。同小法廷は『罪責が重大で、犯行を深く悔悟していることなどを考慮しても一・二審の死刑判決はやむを得ない」として被告人・勝田の上告を棄却する判決を言い渡したため、逮捕から11年経って死刑が確定することとなった。この判決は社会見学の子どもたちも傍聴しており、開廷からわずか数十秒後に上告棄却」の判決主文が言い渡された「注目を集めた事件にしてはあっけない結末」だった。判決言い渡し後、勝田被告人の弁護団は記者会見で「ある程度は予想していた判決だったが、日本は国際連合人権規約委員会から死刑廃止を勧告されている。そのような情勢の中で国民感情だけを根拠に死刑を存続するのは時代に合わないのではないか」と話した。勝田は同日に支援者・来栖宥子の実母（藤原姓）と養子縁組したことで「藤原清孝」となり、来栖は勝田の義理の姉となった。
被告人・勝田は1994年1月26日付で最高裁判決を不服として最高裁第一小法廷（小野幹雄裁判長）に判決を訂正するよう申し立てたが、1994年2月3日付で同小法廷から「裁判官5人全員一致の結論」で棄却決定が出され、1994年2月5日に勝田宛に決定書が届いたことで正式に死刑判決が確定した。

## 死刑執行
カトリック名古屋教区の「正義と平和委員会」（委員長・油井滋）は1994年10月3日、勝田の助命を求める全国の宗教家など2516人から集まった嘆願書名簿を法務大臣・前田勲男に提出したことを明かした。
死刑執行までの1年間、名古屋拘置所に収監されていた勝田は重度の腰痛に悩まされておりほとんど寝たきり状態だった。義姉との生前最後の面会となった2000年11月28日（死刑執行2日前）、勝田は義姉に対し腰の不調を訴えており、義姉曰く「辛そうな様子」だった。
2000年（平成12年）11月30日、法務省（法務大臣・保岡興治）の死刑執行命令により収監先・名古屋拘置所で勝田を含め死刑囚2人の死刑が執行された。同日には福岡拘置所でも死刑囚1人（鳥栖親子3人殺害事件の犯人である男）の死刑が執行された。なおこれが20世紀最後の死刑執行となった。
勝田は死刑執行当日、もう1人の死刑囚の死刑執行が完了した午前9時30分ごろに死刑執行を伝えられ、初めは遺書を書こうとしなかったが、僧侶らから説得されて刑場の隣の部屋で2つの遺言書を書いた。うち1通は実の両親に対して宛てた感謝の言葉などを書きつらねており、もう1通は義理の姉に対し「自らの遺骨・所有物はすべて残さず拘置所で焼却処分してほしい」という旨のものだったが、カトリック信者の義姉は死刑執行後に勝田の遺体を引き取り、教会にてキリスト教式の通夜を執り行った（後述）。遺書を書き終えた後、勝田は煙草を一服してから僧侶に付き添われて刑場に向かったが、執行直前には刑務官に対し「先生（僧侶）の顔をもう一度見たいから目隠しを取ってほしい」と要望し、般若心経を読んでは被害者1人1人の名前をつぶやき「ごめんなさい」とつぶやいた。
勝田の葬儀は2000年12月2日正午から名古屋市内の斎場で行われ、義姉のほかキリスト教会関係者ら約20人が参列した。勝田の遺体はその後火葬され、遺骨は岡山県内にある義姉の実家の墓に納骨された。